# زبان‌های کره‌ای
زبان‌های کره‌ای یک خانواده زبانی کوچک متشکل از زبان‌های کره‌ی و ججویی است. دومی غالباً به عنوان گویشی از کره‌ی توصیف می‌شود، اما به قدری متفاوت است که می‌توان آن را زبان جداگانه ای برشمرد. شمار کمی از پژوهشگران پیشنهاد می‌کنند که گویش یوکجین در شمال شرقی نیز باید به همین ترتیب از کره‌ای تفکیک شود. کره‌ی از زمان معرفی الفبای هانگول در قرن پانزدهم کاملاً مستند شده‌است. متن‌های نخستین کره‌ی با استفاده از نویسه‌های چینی بسیار دشوارتر هستند.
همه گونه‌های نوین کره‌ای از تبار کره‌ای باستان کشور سیلا هستند. اندک اطلاعاتی که از سایر زبان‌های شبه‌جزیره پیش از اتحاد شیلا (اواخر قرن ۷) موجود است، بیشتر مربوط به نام مکان‌هاست. اعتقاد بر این است که برخی از این زبان‌ها کره‌ای بوده‌اند، اما همچنین شواهدی وجود دارد که زبان‌های ژاپنی نیز در مناطق مرکزی و جنوبی شبه جزیره صحبت می‌شدند. تلاش‌های زیادی برای پیوند دادن زبان‌های کره‌ی با خانواده‌های زبانی دیگر (اغلب تونگوزی یا ژاپنی) صورت گرفته‌است، اما هیچ ارتباط ژنتیکی به‌طور قاطع اثبات نشده‌است.

## زبان‌ها
گونه‌های مختلف کره‌ای به‌طور متعارف به عنوان «گویش» های زبان کره‌ای توصیف می‌شوند، اما جدا کردن آن‌ها به دلیل ایجاد خانواده کوچک زبانی با دو یا سه زبان انجام می‌شود. این زبان‌ها شامل موارد زیر هستند:
- زبان کره‌ای
- زبان ججویی
- زبان یوکجین

## نیاکره‌ای
کره‌ای یک خانواده زبانی نسبتاً کم عمق است. گونه‌های امروزی کره‌ای تنوع محدودی را نشان می‌دهند، که می‌توان تاریخ واگرایی بیشتر آن‌ها را ناشی از کره‌ای میانه پسین (قرن پانزدهم) دانست. در چند مورد استثنایی واگرایی چند سده قبل و پس از اتحاد شبه‌جزیره توسط سیلا رخ داده است. با استفاده از بازسازی داخلی از کره‌ای میانه می‌توان به عقب برگشت. این کار با تجزیه و تحلیل فلسفی مستندات جزئی کره‌ای باستان تکمیل شده‌است.

## روابط خارجی پیشنهادی
در شمال شرقی آسیا چندین خانواده زبانی نسبتاً کم‌عمقی حضور دارند. چندین بار تلاش شده‌است که کره‌ای با خانواده‌های زبان دیگر پیوند داده شود، که بیشترین مورد برای پیوند با ژاپنی و آلتایی (تونگوزی، مغولی‌تبار و ترکی) است. با این حال، هیچ‌یک از این تلاش‌ها موفق به نشان دادن تبار مشترک کره‌ای و هر خانواده زبانی دیگر نشده‌است. گروه‌های پیشنهادی بزرگتر، مانند نوستراتیک و اوراسیایی، حتی پشتیبانی کمتری دارند.

## خوانش بیشتر
- Byington, Mark E. (2006), "Christopher I. Beckwith—Koguryo, the Language of Japan's Continental Relatives (Leiden: Brill, 2004)", Acta Koreana, 9 (1): 141–166.
- Martin, Samuel E. (1992), A Reference Grammar of Korean, Charles E. Tuttle, ISBN 978-0-8048-1887-2.
- Pellard, Thomas (2005), "Koguryo, the Language of Japan's Continental Relatives: An Introduction to the Historical-Comparative Study of the Japanese-Koguryoic Languages with a Preliminary Description of Archaic Northeastern Middle Chinese By Christopher I. Beckwith", Korean Studies, 29: 167–170, doi:10.1353/ks.2006.0008.